# Liste der längsten Fachwerk-Einfeldträger

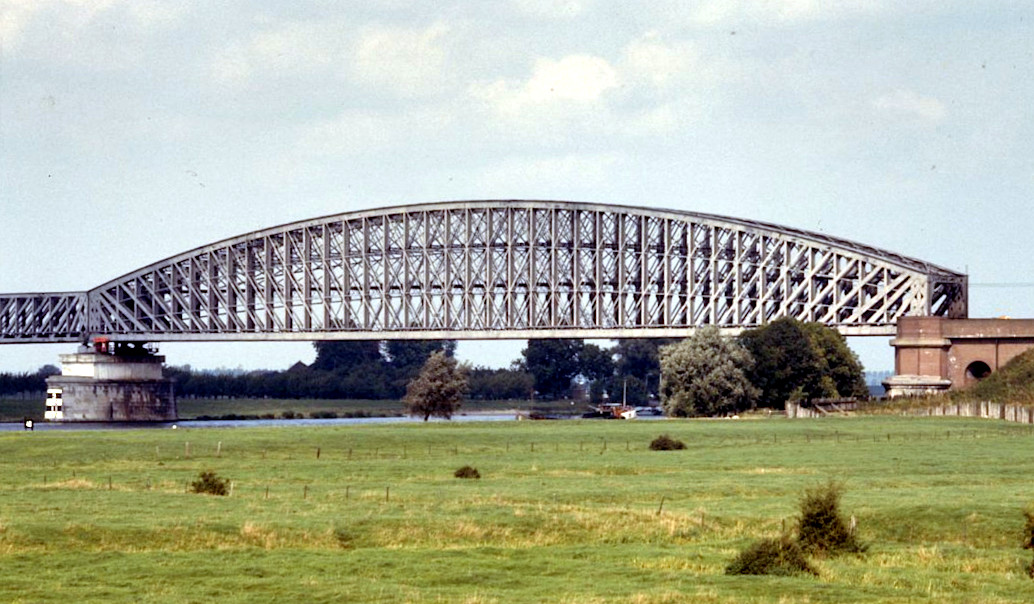
Der erste Fachwerk-Einfeldträger mit einer Spannweite von über 150 Metern wurde 1868 für die Eisenbahnbrücke Culemborg gebaut (1983 ersetzt durch eine Bogenbrücke).

Die Liste der längsten Fachwerk-Einfeldträger gibt einen Überblick über die im Brückenbau verwendeten Einfeldträger großer Spannweite in Fachwerkbauweise. Mit der Einführung von Schmiedeeisen und später Stahl wurden in der zweiten Hälfte des 19. Jahrhunderts mit dieser Tragwerkkonstruktion erstmals Spannweiten von über 150 Meter erreicht. Besonders die expandierenden Eisenbahngesellschaften in Nordamerika beschleunigten deren Weiterentwicklung, wodurch Anfang des 20. Jahrhunderts Spannweiten von über 200 Meter realisiert werden konnten. Für noch größere Spannweiten setzten sich bei Fachwerkbrücken später Mehrfeldträger wie Durchlaufträger oder Gerberträger durch. Obwohl die meisten Brücken mit langen Einfeldträgern dieser Bauform in den USA errichtet wurden, war der erste Rekordhalter die Eisenbahnbrücke Culemborg von 1868 in den Niederlanden mit 154 Metern. Hier wurde über hundert Jahre später 1983 auch der weltweit längste Fachwerkträger zwischen zwei Auflagern errichtet, der mit einer Spannweite von 235 Metern Teil der Eisenbahnbrücke Nijmegen ist.

## Kriterien
Aufnahme fanden nur Fachwerkträger zwischen zwei Auflagern mit einer Spannweite von mindestens 150 Metern. Diese können Bestandteil von Brücken mit mehreren Einfeldträgern sein, die teils auch als beweglicher Träger einer Hubbrücke ausgeführt sind. Obwohl Einhängeträger von Gerberträgerbrücken auch Einfeldträger sind, fanden diese hier keine Berücksichtigung, da sie Bestandteil eines Mehrfeldträgers sind (den längsten Fachwerk-Einhängeträger besitzt die Commodore Barry Bridge mit 251 Metern).

## Liste der Fachwerkträger
Die Liste erhebt nicht den Anspruch auf Vollständigkeit, da nicht ausgeschlossen werden kann, dass weitere Fachwerkträger entsprechend der Kriterien existieren oder existierten; eine fortlaufende Vervollständigung ist angestrebt. Aufnahme fanden nur Brücken, deren Angaben durch wissenschaftliche Publikationen, HAER-Dokumentationen oder vertrauenswürdige Internetquellen referenzierbar sind.
- Name: Name der Brücke entsprechend dem Lemma in der deutschsprachigen Wikipedia.
- überbrückt: Name des von der Brücke überspannten Gewässers (Fluss, Hafenbecken oder Bucht).
- Fachwerkträger:
  - Länge: Länge des Fachwerkträgers, wobei sich die Angabe auf die Spannweite zwischen den Auflagern bezieht. Bei Trägern mit Bolzenverbindungen ist dies der Abstand der Endbolzen.
  - Gurtverlauf: Konstruktion als Parallelträger mit parallelen Verlauf von Ober- und Untergurt oder Halbparabelträger mit gebogenem Obergurt (bei Führung des Verkehrsweges auf dem Obergurt, engl. deck truss, ist hier der Untergurt gebogen ausgeführt).
  - Ausführung: Ausführung des Fachwerks.
- Gesamtlänge: Gesamtlänge der Brücke zwischen den Widerlagern. Wenn die genaue Länge in den Quellen nicht angegeben ist, wird diese als ungefähre Angabe mit ca. markiert (tlw. mit der Entfernungsmessung bei Google Maps ermittelt).
- Fertigstellung: Jahr der Fertigstellung des Fachwerkträgers. Planungs- und Baubeginn können mehrere Jahre davor liegen. Bei Nachfolgebauten sowie bei Abriss oder Entfernung der Brücke, ist das entsprechende Jahr zusätzlich in Klammern darunter angegeben (die Sortierung erfolgt hier nach dem Jahr der Fertigstellung der Brücke bzw. des Trägers).
- Nutzung / Status: (Ursprüngliche) Nutzung als Eisenbahnbrücke oder Straßenbrücke (tlw. als Kombination der Verkehrswege).
- Gleise / Fahrstreifen: Anzahl der Gleise und Fahrstreifen, bei einer ehemaligen Eisenbahn- oder Straßennutzung sind die Anzahl der Gleise/Fahrstreifen in Klammern angegeben.
- Ort: Nächstgelegene Stadt oder die Region in der die Brücke errichtet wurde, mit Bundesstaat bzw. Bundesland.
- Koordinaten: Koordinaten der Brücke.
- Land: Das entsprechende Land in ISO-3166-ALPHA-3-Code.

Tabellenzeilen von nicht mehr vorhandenen oder ersetzten Trägern (auch in weiterhin vorhandenen Bauwerken) sind in einem dunkleren Grau hinterlegt. Die Angaben zu Brücken, die noch keinen Artikel in der deutschsprachigen Wikipedia haben, sind durch die unter Name angeführten Einzelnachweise referenziert. Zudem sind fehlende Angaben in vorhandenen Hauptartikeln hier ebenfalls referenziert.
| Foto | Brücke                                    | überbrückt                    | Fachwerkträger | Fachwerkträger | Fachwerkträger                           | Gesamtlänge in m | Fertig- stellung | Nutzung / Status               | Gleise / Fahrstreifen | Ort                               |                                  | Land    |
| Foto | Brücke                                    | überbrückt                    | Länge in m     | Gurtverlauf    | Ausführung                               | Gesamtlänge in m | Fertig- stellung | Nutzung / Status               | Gleise / Fahrstreifen | Ort                               |                                  | Land    |
| ---- | ----------------------------------------- | ----------------------------- | -------------- | -------------- | ---------------------------------------- | ---------------- | ---------------- | ------------------------------ | --------------------- | --------------------------------- | -------------------------------- | ------- |
|      | Eisenbahnbrücke Nijmegen                  | Waal                          | 235,0          | Halbparabel    | Strebenfachwerk mit Pfosten              | ca. 2000         | 1983             | Eisenbahn                      | 2 / –                 | Nijmegen, Provinz Gelderland      | 51.8525 5.8568611111111          | NLD     |
|      | Jennings Randolph Bridge                  | Ohio River                    | 227,2          | Parallelträger | Ständerfachwerk                          | 0616             | 1977             | Straße                         | – / 4                 | East Liverpool, Ohio              | 40.619166666667 -80.561666666667 | USA     |
|      | Metropolis Bridge                         | Ohio River                    | 219,5          | Halbparabel    | Pennsylvania truss                       | 01958            | 1917             | Eisenbahn                      | 2 / –                 | Metropolis, Illinois              | 37.144611111111 -88.742027777778 | USA     |
|      | Brookport Bridge                          | Ohio River                    | 218,2          | Halbparabel    | Pennsylvania truss                       | 01642            | 1929             | Straße                         | – / 2                 | Brookport, Illinois               | 37.114638888889 -88.629138888889 | USA     |
|      | Mears Memorial Bridge                     | Tanana River                  | 213,4          | Halbparabel    | Pennsylvania truss                       | 0397             | 1923             | Eisenbahn                      | 1 / –                 | Nenana, Alaska                    | 64.567111111111 -149.07863888889 | USA     |
|      | Smithland Bridge                          | Cumberland River              | 213,3          | Parallelträger | Strebenfachwerk                          | 0583             | 2022             | Straße                         | – / 2                 | Smithland, Kentucky               | 37.148583333333 -88.3995         | USA     |
|      | Henderson Bridge                          | Ohio River                    | 204,2          | Halbparabel    | Strebenfachwerk mit Pfosten              | ca. 6000         | 1932             | Eisenbahn                      | 2 / –                 | Henderson, Kentucky               | 37.844666666667 -87.594666666667 | USA     |
|      | MacArthur Bridge                          | Mississippi River             | 203,6          | Halbparabel    | Pennsylvania truss                       | 05566            | 1912             | Eisenbahn / (Straße)           | 2 /(2)                | St. Louis, Missouri               | 38.614722222222 -90.183611111111 | USA     |
|      | Marietta–Williamstown Interstate Bridge   | Ohio River                    | 198,4          | Halbparabel    | Strebenfachwerk mit Sekundärfeldern      | 0797             | 1965             | Straße                         | – / 4                 | Marietta, Ohio                    | 39.404666666667 -81.429555555556 | USA     |
|      | Fourteenth Street Bridge                  | Ohio River                    | 196,3          | Halbparabel    | Pennsylvania truss                       | 01614            | 1919             | Eisenbahn                      | 2 / –                 | Louisville, Kentucky              | 38.269138888889 -85.7645         | USA     |
|      | Mark Twain Memorial Bridge                | Mississippi River             | 195,1          | Halbparabel    | Strebenfachwerk mit Pfosten              | 01369            | 2000             | Straße                         | – / 4                 | Hannibal, Missouri                | 39.720277777778 -91.358333333333 | USA     |
|      | Discovery Bridge                          | Missouri River                | 190,5          | Halbparabel    | Strebenfachwerk mit Pfosten              | 01053            | 1992             | Straße                         | – / 2                 | Saint Charles, Missouri           | 38.798 -90.467                   | USA     |
|      | South Omaha Veterans Memorial Bridge      | Missouri River                | 190,2          | Halbparabel    | Strebenfachwerk mit Pfosten              | 01311            | 2010             | Straße                         | – / 4                 | Omaha, Nebraska                   | 41.211472222222 -95.926305555556 | USA     |
|      | Kentucky & Indiana Terminal Bridge        | Ohio River                    | 187,5          | Halbparabel    | Pennsylvania truss                       | 01218            | 1912             | Eisenbahn                      | 2 / –                 | Louisville, Kentucky              | 38.282836111111 -85.801619444444 | USA     |
|      | Haus-Knipp-Eisenbahnbrücke                | Rhein                         | 186,0          | Halbparabel    | Strebenfachwerk mit Sekundärfeldern      | 0767             | 1912             | Eisenbahn                      | 2 / –                 | Duisburg, Nordrhein-Westfalen     | 51.478611111111 6.6805555555556  | GER     |
|      | Long–Allen Bridge                         | Atchafalaya River             | 185,3          | Halbparabel    | K-Fachwerk                               | 01142            | 1933             | Straße                         | – / 2                 | Morgan City, Louisiana            | 29.696694444444 -91.214305555556 | USA     |
|      | Alfred H. Smith Memorial Bridge           | Hudson River                  | 182,4          | Halbparabel    | Pennsylvania truss                       | 01602            | 1924             | Eisenbahn                      | 2 / –                 | Bethlehem, New York               | 42.508694444444 -73.775          | USA     |
|      | Elizabethtown Bridge                      | Great Miami River             | 178,6          | Halbparabel    | Pennsylvania truss                       | 0179             | 1906 (1913)      | Straße (zerstört)              | – / 2                 | Elizabethtown, Ohio               | 39.153361111111 -84.795472222222 | USA     |
|      | Spottsville Bridge                        | Green River                   | 170,7          | Parallelträger | Strebenfachwerk                          | 0348             | 2022             | Straße                         | – / 2                 | Spottsville, Kentucky             | 37.862527777778 -87.41225        | USA     |
|      | Arthur Kill Vertical Lift Bridge          | Arthur Kill                   | 170,1          | Halbparabel    | Ständerfachwerk                          | ca. 263          | 1959             | Eisenbahn                      | 1 / –                 | New York City, New York           | 40.637527777778 -74.1955         | USA     |
|      | Chesapeake and Delaware Canal Lift Bridge | Chesapeake and Delaware Canal | 167,0          | Halbparabel    | Strebenfachwerk mit Pfosten              | ca. 295          | 1966             | Eisenbahn                      | 1 / –                 | New Castle County, Delaware       | 39.543333333333 -75.703111111111 | USA     |
|      | Big Four Bridge                           | Ohio River                    | 166,7          | Halbparabel    | Pennsylvania truss                       | 0770             | 1929             | Eisenbahn                      | 1 / –                 | Louisville, Kentucky              | 38.265555555556 -85.738888888889 | USA     |
|      | Big Four Bridge                           | Ohio River                    | 166,6          | Halbparabel    | Pennsylvania truss                       | 0770             | 1895 (1929)      | Eisenbahn (ersetzt)            | 1 / –                 | Louisville, Kentucky              | 38.265555555556 -85.738888888889 | USA     |
|      | Cape Cod Canal Railroad Bridge            | Cape Cod Canal                | 165,8          | Halbparabel    | Strebenfachwerk mit Pfosten              | 0246             | 1935             | Eisenbahn                      | 1 / –                 | Bourne, Massachusetts             | 41.741944444444 -70.613611111111 | USA     |
|      | C&O Railroad Bridge                       | Ohio River                    | 165,4          | Halbparabel    | Pennsylvania truss                       | ca. 2150         | 1889 (1970)      | Eisenbahn / Straße (ersetzt)   | 2 / 2                 | Cincinnati, Ohio                  | 39.0915 -84.519638888889         | USA     |
|      | Delair Bridge                             | Delaware River                | 165,2          | Halbparabel    | Strebenfachwerk mit Pfosten              | 01340            | 1960             | Eisenbahn                      | 2 / –                 | Philadelphia, Pennsylvania        | 39.98235 -75.0691                | USA     |
|      | Marine Parkway–Gil Hodges Memorial Bridge | Jamaica Bay                   | 164,6          | Halbparabel    | Strebenfachwerk mit Pfosten              | 01226            | 1937             | Straße                         | – / 4                 | New York City, New York           | 40.573444444444 -73.884944444444 | USA     |
|      | Burlington–Bristol Bridge                 | Delaware River                | 164,6          | Halbparabel    | Strebenfachwerk mit Sekundärfeldern      | 0958             | 1931             | Straße                         | – / 2                 | Burlington, New Jersey            | 40.081388888889 -74.869583333333 | USA     |
|      | Easton–Phillipsburg Toll Bridge           | Delaware River                | 164,6          | Halbparabel    | Pennsylvania truss                       | 0311             | 1938             | Straße                         | – / 4                 | Easton, Pennsylvania              | 40.6945 -75.203611111111         | USA     |
|      | Yodogawa-Brücke                           | Yodo                          | 164,6          | Halbparabel    | Pennsylvania truss                       | 0165             | 1928             | Eisenbahn                      | 2 / –                 | Kyōto, Präfektur Kyōto            | 34.925444444444 135.76563888889  | JPN     |
|      | Delair Bridge                             | Delaware River                | 162,5          | Halbparabel    | Pennsylvania truss                       | 01340            | 1896             | Eisenbahn                      | 2 / –                 | Philadelphia, Pennsylvania        | 39.98235 -75.0691                | USA     |
|      | Pančevo-Brücke                            | Donau                         | 162,0          | Halbparabel    | Strebenfachwerk mit Pfosten              | 01518            | 1935 (1944)      | Eisenbahn / Straße (zerstört)  | 1 / 2                 | Belgrad                           | 44.828 20.492                    | SRB     |
|      | Manchester Bridge                         | Allegheny River               | 161,8          | Halbparabel    | Pennsylvania truss                       | 0870             | 1917 (1970)      | Straße (abgerissen)            | – / 2                 | Pittsburgh, Pennsylvania          | 40.4435 -80.012888888889         | USA     |
|      | Interstate Bridge                         | Columbia River                | 161,8          | Halbparabel    | Pennsylvania truss                       | 01076            | 1958 1960        | Straße                         | – / 3                 | Portland, Oregon                  | 45.617777777778 -122.675         | USA     |
|      | Benicia–Martinez Bridge                   | Carquinez-Straße              | 160,3          | Halbparabel    | Pennsylvania truss                       | 01708            | 1930             | Eisenbahn                      | 2 / –                 | Benicia, Kalifornien              | 38.038805555556 -122.12061111111 | USA     |
|      | Ohio Connecting Railroad Bridge           | Ohio River                    | 160,0          | Halbparabel    | Pennsylvania truss                       | 01386            | 1915             | Eisenbahn                      | 2 / –                 | Pittsburgh, Pennsylvania          | 40.462805555556 -80.042888888889 | USA     |
|      | Ohio Connecting Railroad Bridge           | Ohio River                    | 159,4          | Halbparabel    | Pennsylvania truss                       | 01389            | 1890 (1915)      | Eisenbahn (ersetzt)            | 1 / –                 | Pittsburgh, Pennsylvania          | 40.462805555556 -80.042888888889 | USA     |
|      | Henderson Bridge                          | Ohio River                    | 159,1          | Parallelträger | Strebenfachwerk mit Pfosten              | 08532            | 1885 (1932)      | Eisenbahn (ersetzt)            | 1 / –                 | Henderson, Kentucky               | 37.844666666667 -87.594666666667 | USA     |
|      | Wheeling Terminal Railway Bridge          | Ohio River                    | 159,1          | Halbparabel    | Pennsylvania truss                       | 0639             | 1891 (1993)      | Eisenbahn (abgerissen)         | 2 / –                 | Wheeling, West Virginia           | 40.087694444444 -80.725666666667 | USA     |
|      | Brownsville Bridge                        | Monongahela River             | 158,5          | Halbparabel    | Pennsylvania truss                       | 0288             | 1914             | Straße                         | – / 2                 | Brownsville, Pennsylvania         | 40.0225 -79.89                   | USA     |
|      | Steel Bridge                              | Ohio River                    | 158,3          | Halbparabel    | Pennsylvania truss                       | 0554             | 1892 (1962)      | Straße (abgerissen)            | – / 2                 | Wheeling, West Virginia           | 40.069277777778 -80.726833333333 | USA     |
|      | Burlington Northern Railroad Bridge 5.1   | Willamette River              | 158,2          | Halbparabel    | Strebenfachwerk mit Pfosten              | 0537             | 1989             | Eisenbahn                      | 2 / –                 | Portland, Oregon                  | 45.577305555556 -122.74677777778 | USA     |
|      | Kenova Railroad Bridge                    | Ohio River                    | 157,9          | Halbparabel    | Pennsylvania truss                       | 01219            | 1913             | Eisenbahn                      | 2 / –                 | Kenova, West Virginia             | 38.405555555556 -82.573055555556 | USA     |
|      | Kenova Railroad Bridge                    | Ohio River                    | 157,9          | Halbparabel    | Pennsylvania truss                       | 01219            | 1892 (1913)      | Eisenbahn (ersetzt)            | 1 / –                 | Kenova, West Virginia             | 38.405555555556 -82.573055555556 | USA     |
|      | Cairo Rail Bridge                         | Ohio River                    | 157,9          | Halbparabel    | Strebenfachwerk mit Pfosten              | ca. 6000         | 1952             | Eisenbahn                      | 1 / –                 | Cairo, Illinois                   | 37.023055555556 -89.175555555556 | USA     |
|      | Cairo Rail Bridge                         | Ohio River                    | 157,9          | Parallelträger | Whipple truss                            | 06237            | 1890 (1952)      | Eisenbahn (ersetzt)            | 1 / –                 | Cairo, Illinois                   | 37.023055555556 -89.175555555556 | USA     |
|      | Glenwood Bridge                           | Monongahela River             | 157,8          | Halbparabel    | Pennsylvania truss                       | 0870             | 1895 (1969)      | Straße (abgerissen)            | – / 2                 | Pittsburgh, Pennsylvania          | 40.397472222222 -79.935416666667 | USA     |
|      | Bessemer & Lake Erie Railroad Bridge      | Allegheny River               | 157,7          | Parallelträger | Baltimore truss (deck truss)             | 01078            | 1897 (1918)      | Eisenbahn (ersetzt)            | 1 / –                 | Plum, Pennsylvania                | 40.537611111111 -79.820888888889 | USA     |
|      | Merchants Bridge                          | Mississippi River             | 157,7          | Halbparabel    | Strebenfachwerk mit Pfosten              | 01323            | 2022             | Eisenbahn                      | 2 / –                 | St. Louis, Missouri               | 38.674722222222 -90.186111111111 | USA     |
|      | Merchants Bridge                          | Mississippi River             | 157,7          | Halbparabel    | Pennsylvania truss                       | 01323            | 1890 (2022)      | Eisenbahn (ersetzt)            | 2 / –                 | St. Louis, Missouri               | 38.674722222222 -90.186111111111 | USA     |
|      | McKinley Bridge                           | Mississippi River             | 157,7          | Halbparabel    | Pennsylvania truss                       | 01748            | 1910             | (Eisenbahn)/ Straße            | (2)/ 2                | St. Louis, Missouri               | 38.665027777778 -90.183          | USA     |
|      | Cincinnati Southern Bridge                | Ohio River                    | 157,0          | Parallelträger | Whipple truss                            | 0988             | 1877 (1922)      | Eisenbahn (ersetzt)            | 1 / –                 | Cincinnati, Ohio                  | 39.098027777778 -84.542055555556 | USA     |
|      | Donora-Webster Bridge                     | Monongahela River             | 157,0          | Halbparabel    | Pennsylvania truss                       | 0472             | 1908 (2015)      | Straße (abgerissen)            | – / 2                 | Donora, Pennsylvania              | 40.184444444444 -79.851833333333 | USA     |
|      | West Braddock Bridge                      | Monongahela River             | 157,0          | Halbparabel    | Pennsylvania truss                       | ca. 700          | 1897 (1951)      | Straße (abgerissen)            | – / 2                 | Rankin, Pennsylvania              | 40.405611111111 -79.880611111111 | USA     |
|      | CSX Susquehanna River Bridge (Westseite)  | Susquehanna River             | 157,0          | Halbparabel    | Pennsylvania truss                       | 01925            | 1910             | Eisenbahn                      | 2 / –                 | Havre de Grace, Maryland          | 39.568833333333 -76.087          | USA     |
|      | CSX Susquehanna River Bridge (Westseite)  | Susquehanna River             | 157,0          | Halbparabel    | Pennsylvania truss                       | 01925            | 1886 (1910)      | Eisenbahn (ersetzt)            | 1 / –                 | Havre de Grace, Maryland          | 39.568833333333 -76.087          | USA     |
|      | CSX Susquehanna River Bridge (Ostseite)   | Susquehanna River             | 157,0          | Halbparabel    | Pennsylvania truss (deck truss)          | 01925            | 1910             | Eisenbahn                      | 2 / –                 | Havre de Grace, Maryland          | 39.568833333333 -76.087          | USA     |
|      | CSX Susquehanna River Bridge (Ostseite)   | Susquehanna River             | 157,0          | Parallelträger | Whipple truss (deck truss)               | 01925            | 1886 (1910)      | Eisenbahn (ersetzt)            | 1 / –                 | Havre de Grace, Maryland          | 39.568833333333 -76.087          | USA     |
|      | Norbert F. Beckey Bridge                  | Mississippi River             | 156,1          | Halbparabel    | Strebenfachwerk mit Pfosten              | 0920             | 1972             | Straße                         | – / 2                 | Muscatine, Iowa                   | 41.424694444444 -91.034722222222 | USA     |
|      | Wax Lake Outlet Highway Bridge            | Wax Lake Outlet               | 155,8          | Halbparabel    | K-Fachwerk                               | 0398             | 1941 (1995)      | Straße (ersetzt)               | – / 2                 | St. Mary Parish, Louisiana        | 29.698666666667 -91.373527777778 | USA     |
|      | Rheinbrücke Wintersdorf                   | Rhein                         | ca. 155        | Parallelträger | Strebenfachwerk                          | ca. 570          | 1975             | (Eisenbahn)/ Straße            | (1)/ 2                | Rastatt, BW Beinheim, Bas-Rhin    | 48.847222222222 8.115            | GER FRA |
|      | Eisenbahnbrücke Culemborg                 | Lek                           | 154,4          | Halbparabel    | Ständerfachwerk mit kreuzenden Streben   | 0667             | 1868 (1983)      | Eisenbahn (ersetzt)            | 2 / –                 | Culemborg, Provinz Gelderland     | 51.960555555556 5.2133333333333  | NLD     |
|      | Newport Southbank Bridge                  | Ohio River                    | 154,2          | Halbparabel    | Pennsylvania truss                       | ca. 1000         | 1897 (2001)      | Eisenbahn / Straße (Fußgänger) | 2 / 2                 | Cincinnati, Ohio                  | 39.098027777778 -84.49775        | USA     |
|      | Hulton Bridge                             | Allegheny River               | 153,9          | Halbparabel    | Pennsylvania truss                       | 0471             | 1910 (2016)      | Straße (ersetzt)               | – / 2                 | Oakmont, Pennsylvania             | 40.527277777778 -79.846777777778 | USA     |
|      | Benicia–Martinez Bridge                   | Carquinez-Straße              | 153,6          | Parallelträger | Strebenfachwerk mit Pfosten (deck truss) | 01708            | 1930             | Eisenbahn                      | 2 / –                 | Benicia, Kalifornien              | 38.038805555556 -122.12061111111 | USA     |
|      | ARR Susitna River Bridge                  | Susitna River                 | 153,6          | Halbparabel    | Pennsylvania truss                       | 0403             | 1921             | Eisenbahn                      | 1 / –                 | Matanuska-Susitna Borough, Alaska | 62.768111111111 -149.69372222222 | USA     |
|      | Krotz Springs Bridge                      | Atchafalaya River             | 152,6          | Halbparabel    | K-Fachwerk                               | 0849             | 1934 (1986)      | Straße (ersetzt)               | – / 2                 | Krotz Springs, Louisiana          | 30.546 -91.749527777778          | USA     |
|      | Second Narrows Bridge                     | Burrard Inlet                 | 152,4          | Halbparabel    | Ständerfachwerk                          | 0663             | 1968             | Eisenbahn                      | 1 / –                 | Vancouver, British Columbia       | 49.295833333333 -123.02527777778 | CAN     |
|      | Smithland Bridge                          | Cumberland River              | 152,4          | Halbparabel    | Strebenfachwerk mit Pfosten              | 0554             | 1931 (2022)      | Straße (ersetzt)               | – / 2                 | Smithland, Kentucky               | 37.148583333333 -88.3995         | USA     |
|      | O.K. Allen Bridge                         | Red River                     | 152,4          | Halbparabel    | K-Fachwerk                               | 0585             | 1936 (2015)      | Straße (ersetzt)               | – / 2                 | Alexandria, Louisiana             | 31.326861111111 -92.451777777778 | USA     |
|      | Tanana River Bridge                       | Tanana River                  | 152,4          | Halbparabel    | K-Fachwerk                               | 0398             | 1967             | Straße                         | – / 2                 | Nenana, Alaska                    | 64.565944444444 -149.10194444444 | USA     |
|      | Pacific Shortline Bridge                  | Missouri River                | 152,4          | Halbparabel    | Pennsylvania truss                       | 0591             | 1896 (1980)      | Eisenbahn / Straße (ersetzt)   | 2 / 2                 | Sioux City, Iowa                  | 42.48725 -96.413638888889        | USA     |
|      | Union Railroad Clairton Bridge            | Monongahela River             | 151,8          | Halbparabel    | Pennsylvania truss                       | 01219            | 1903 (1970er)    | Eisenbahn (stillgelegt)        | 2 / –                 | Clairton, Pennsylvania            | 40.2945 -79.866888888889         | USA     |
|      | Carrie Furnace Hot Metal Bridge           | Monongahela River             | 151,1          | Halbparabel    | Pennsylvania truss                       | ca. 700          | 1900 (1970er)    | Eisenbahn (stillgelegt)        | 2 / –                 | Rankin, Pennsylvania              | 40.408694444444 -79.885694444444 | USA     |